# Tensió a l'autovia
Tensió a l'autovia (títol original: Freeway) és una pel·lícula estatunidenca de 1996 dirigida i escrita per Matthew Bright, protagonitzada per Kiefer Sutherland, Reese Witherspoon i Brooke Shields. Ha estat doblada al català.
La trama d'aquesta pel·lícula s'assembla al conte de fades La Caputxeta Vermella. En el Festival de Cinema Fantàstic de Sitges va aconseguir el premi a la millor actriu (Reese Witherspoon)

## Argument
Vanessa Lutz és una noia adolescent pobre i analfabeta que viu als barris baixos de Los Angeles. Després que la seva mare, Ramona, és arrestada per prostitució, fuig amb un cotxe robat del seu tutor per quedar-se amb la seva àvia a Stockton. Pel camí, Vanessa s'atura per veure el seu promès i company de classe Chopper Wood, membre d'una banda local, per parlar-li de la seva excursió i ell li dona una arma per vendre quan arribi a la seva destinació. Minuts després que Vanessa deixi a Chopper, és assassinat en un tiroteig per membres de bandes locals. Poc després, Bob Wolverton, un assassí en sèrie i violador conegut: "l'assassí de la I-5", la recull després que el seu cotxe s'espatlli, i li promet portar-la a la casa de la seva àvia.
Durant un llarg viatge, Bob manipula a Vanessa, confessant-li detalls de la seva vida dolorosament disfuncional, incloent una mare prostituta i un padrastre abusiu. En un moment, Vanessa li mostra una foto que ella té en la seva bitlletera del seu pare biològic (la fotografia utilitzada és en realitat una imatge de l'assassí Richard Speck). Aquella tarda, Bob finalment li revela la seva veritable naturalesa i tracta d'assassinar Vanessa quan ella es nega a parlar amb ell. Vanessa finalment treu l'arma i li dispara diverses vegades abans d'escapar.

## Repartiment
- Kiefer Sutherland: Bob Wolverton.
- Reese Witherspoon: Vanessa Lutz.
- Wolfgang Bodison: Detectiu Mike Breer.
- Donen Hedaya: Detectiu Garnet Wallace.
- Amanda Plummer: Ramona Lutz.
- Brooke Shields: Mimi Wolverton.
- Michael T. Weiss: Larry.
- Bokeem Woodbine
- Guillermo Díaz: Flacco.
- Brittany Murphy: Rhonda.
- Alanna Ubach: Mesquita.
- Susan Barnes: Sra. Cullins
- Conchata Ferrell: Sra. Sheets
- Tara Subkoff: Sharon.
- Julie Araskog
- Lorna Raver: Jutge.
- Paul Perri: Policia #1.

## Crítiques
La pel·lícula va rebre crítiques positives de la majoria dels crítics:
- El crític Roger Ebert li va donar a Freeway tres estrelles i mitja sobre quatre, i va dir, "agradi o no t'agradi (o ambdues), has d'admirar la seva habilitat, el virtuosisme de Reese Witherspoon i Kiefer Sutherland".[4]
- Mick LaSalle de San Francisco Chronicle li va donar quatre estrelles de quatre i va dir que va ser "grollera en la manera que la veritat és grollera - però divertida."
- Va rebre dos "Polzes cap amunt" en Siskel and Ebert At the Movies. Ebert va dir que l'actuació de Witherspoon va ser "genial" i que "Kiefer Sutherland ho arrodoneix amb un dolent veritablement inspirat." També va dir que la pel·lícula estava "plena de fina qualitat." Va acabar descrivint-la: "compulsivament mirable" i va destacar que l'actuació de Witherspoon prometia una carrera emocionant.
- Gene Siskel va estar d'acord amb Ebert i va remarcar: les actuacions tenen notes correctes. L'únic defecte que van notar de la pel·lícula va ser que de vegades era "massa maca", però va dir que era una "bona pel·lícula".
- "Del millor del cinema americà dels últims anys. Divertida i brutal versió del conte "Caputxeta vermella". Feta amb pocs mitjans però gran imaginació, és un duríssim policíac"[5]

## Censura
- La pel·lícula va ser originalment rebuda amb NC-17 de MPAA a causa de llenguatge gràfic.[6] Va ser retallada per obtenir una classificació R, amb la versió censurada llançada als cinemes i en VHS/DVD.
- La versió R dels EUA de Freeway va ser inicialment negada per la classificació per OFLC. Es van retirar dues escenes - un diàleg explícit d'abús sexual entre Bob i Vanessa durant el viatge en cotxe a la I-5, i una part de l'àvia de Vanessa morta al final de la pel·lícula - abans que la pel·lícula fos classificada R18+.
- La versió de Regne Unit de Freeway té només 98 minuts contra els 102 minuts dels Estats Units.